# Мабир, Жан
Жан Мабир (фр. Jean Mabire; 8 февраля 1927 года, Париж ― 29 марта 2006 года, Сен-Мало) ― французский писатель, журналист и литературный критик.
Идейно был близок к «новым правым» и группе GRECE. Был вхож в круги нормандских регионалистов, с симпатией относился к неоязычеству, обвинялся в принадлежности к неофашистскому лагерю. Большинство своих сочинений Мабир опубликовал под собственным именем, но также был известен и по псевдонимам Дидье Брюмен, Эрик Дубеке и Анри Ландемер. Автор ряда исторических исследований, наиболее часто обращался к темам Второй мировой войны и участию в ней войск СС.

## Биография
Жан Мабир родился в Париже в 1927 году. Его предки были родом из Байё и Вира. Окончил коллеж Станислас, где получил степень бакалавра философии и литературы, затем поступил в Национальную высшую школу прикладных искусств и ремесел. Состоял членом Национального союза студентов Франции.
Его карьера публициста началась в 1949 году, когда он основал регионалистское обозрение Viking, которым руководил до 1955 года (позднее последовала работа над ревю Heimdal и Haro. С октября 1950 года по октябрь 1951 года проходил воинскую службу, окончил курс подготовки в Школе воздушно-десантных войск в По, где получил квалификацию парашютиста. Служил в 1-м ударно-парашютном батальоне, расквартированном в Монтобане, ушёл в резерв в звании младшего лейтенанта.
В 1954 году вместе со своей первой женой основал в Шербуре художественную мастерскую „Нормандские художники“, которая в основном выпускала туристические буклеты. В октябре 1958 года на один год был снова призван на службу из-за разгоравшегося конфликта в Алжире. Пройдя подготовку в учебном центре контрпартизанской войны (в Филипвиле), Мабир получил назначение в 12-й горный батальон, где стал во главе отряда коммандос, состоявшего на треть из мусульман. Был демобилизован в октябре 1959 года в звании капитана. За свою службу в Алжире был награждён крестом Воинской доблести, крестом Бойца и памятной медалью «Безопасность и порядок в Северной Африке». Французское государство также признало и его заслуги на литературном поприще, проявленные на войне: Мабир был удостоен премии имени Франсуа-Жана Аморина за лучший репортаж провинциальной прессы (1961) за своё сочинение под названием „Алжирские беседы и реалии“ ― серию из десяти статей, опубликованных в La Presse de la Manche.
В 1956 году Мабир начал работать репортёром в La Presse de la Manche, затем сотрудничал с Historia, но также, среди других обзоров, в Défense de l’Occident у Мориса Бардеша, в L’Esprit public, Europe-Action (став его главным редактором в июне 1965 года), а затем и в Éléments. Мабир придерживался националистической панъевропейской ориентации, выступал за «европейский социализм». Его сочинения повлияли на целое поколение европейских ультраправых активистов: именно под руководством Ж. Мабира, как пишет политолог Пьер-Андре Тагиефф, ― националисты из ОАС обратились к идее общего пространства Европы для всех её народов. Анн-Мари Дюрантон-Краболь отмечает центральную роль Мабира в публичной интеллектуальной рефлексии, который настаивал на том, что французам необходимо взглянуть на то, что находится за пределами алжирского вопроса ― и это, по её мнению, стало одной из отправных точек возникновения движения „новых правых“». Позднее сам Мабир кратко охарактеризовал свои интеллектуальные устремления тех лет следующим образом: «необходимо было воспользоваться поражением в битве за французский Алжир, чтобы направить выживших в этом приключении на путь к европейской Франции».
Жан Мабир в 1968 году поучаствовал в основании Союза нормандского региона (среди прочих основателей были депутаты французского парламента Пьеа Годфруа и Дидье Патте). В 1971 году из недр союза вышло регионалистское «Нормандское движение», чьим почётным президентом он был избран. Будучи приверженцем неоязычества, он также стал одним из основателей Группы по исследованию и изучению европейской цивилизации (GRECE). Работал редактором в Minute, заведовал изданием собрания «Великих морских приключений» в журнале Versoix, а также собрания «Действие» в издании Art et Histoire d’Europe). Вплоть до своей смерти вёл литературную колонку в еженедельнике National-Hebdo. Писал для La Nouvelle Revue d’histoire, основателем которого был его давний друг Доминик Веннер.
С 1970 года Мабир входил в попечительский комитет Nouvelle École. Также был членом попечительского комитета Института западных исследований.

### Личная жизнь
Жан Мабир впервые женился в 1952 году и овдовел в 1974 году. Двумя годами позднее вступил в брак с Катрин Энтик. Он был отцом троих детей детей, названные Хальвард, Нордаль и Ингрид. На протяжении своей жизни проживал в Шербуре, Эврё, Кане и Шеври. Переехал в Сен-Мало (Иль-и-Вилен) в 1982 году и поселился в районе Сен-Серван.
«Ассоциация друзей Жана Мабира», базирующаяся в Буасси-ле-Шатель, «имеет своей целью объединение друзей писателя Жана Мабира, распространение его литературных, исторических и художественных произведений, которые должны быть доступным как можно большему количеству людей, препятствование искажению его наследия, обеспечение систематизации и сохранение архивов и собранной документации писателя. Ассоциация также ставит перед собой задачу защиты, в случае необходимости, имени автора и его произведений».

## Критика
Критики Мабира часто негативно высказывалась о его работах, посвящённых ваффен-СС: в упрёк ставили их беллетризированный характер, а также и собственные симпатии автора по отношению к предмету своих исследований. Мабир представляет в своих книгах некоторые подразделения ваффен-СС в положительном свете: «СС пронесли на Кавказ факел Прометея и меч Зигфрида. Они ― сыновья древнегерманских воинов, вышедших изо льда и лесов. Это тевтонцы, заменившие крест Христа колесом Солнца. Это ― СС Адольфа Гитлера»; «Эти молодые добровольцы будут сражаться до последнего дня войны. Наивные и трагические слова песни их детства всегда будут отражаться в глубине их памяти. Да, флаг больше смерти»; «СС (…) знают, что они являются частью настоящего порядка, который одновременно является армией, школой и церковью. Несомненно, они несут в себе зародыш нового государства» ― вот некоторые из сомнительных описаний, которые были даны Мабиром в его произведениях.
Мари-Хосе Шомбарт де Лау, глава «Национальной федерации депортированных, интернированных, сопротивлявшихся и патриотов“ назвала Мабира „выдающимся специалистом в деле реабилитации нацизма», имея ввиду его стремление к героизации солдат СС. Лекционный комитет Мемориала Каная, посчитав, что произведения Мабира противоречат миссии этого учреждения, исключил их из каталога своего книжного магазина.
Историк Жана-Люка Лелеу характеризует сочинения Мабира как «романтизированную литературу, посвященную ваффен-СС». Писатель Джонатан Литтел также назвал его книги «параисторической литературой, направленной на прославление немецкого эпоса в России». По словам Ивана Бруно из Центра экономики и социологии сельской местности (CESAED), «Жан Мабир (…) нашёл в своих исторических романах идеальный способ повествования для раскрытия своего идеологического видения войны». По его же мнению, Мабиру совместно с некоторыми другими авторами удалось разработать «иную интерпретацию конфликта, сосредоточенную на описании искусства войны со стороны нацистов».
С этими критическими замечаниями не согласен Эрик Лефевр, специалист по военной истории, а также писательница Анна Берне. По словам Лефевра, достоинство книг Мабира о ваффен-СС раскрывается, прежде всего, в их литературной составляющей, а не в идеологической. Жан Мабир, по его словам, был «певцом всех храбрых». Отмечается, что Мабир писал вполне сопоставимые по идейному нарративу работы о войсках союзников и сам он был поклонником Англии, в которой видел естественного друга своей родной Нормандии. «Жан вовсе не был германофилом, несмотря на то, что о нём такое можно было подумать. Он хотел прославить великую отвагу и воинскую доблесть, и не важно под каким флагом они были проявлены». Анна Берне отмечала, что «успех этих [военных] работ обрёк автора на то, чтобы уделять этим темам больше времени, чем ему бы тому хотелось, запретив ему писать другие книги, которые были бы более близки его сердцу. Читатели, редакторы и критики ограничили его ролью, следовать которой он устал».
Жильян Сейдель из Modern Language Centre Университета Брэдфорда в своей статье, обвиняющей новых правых в приверженности фашизму, отмечает в этом контексте и Мабира. По его мнению, понятие «индоевропейский» для Мабира и родственных ему авторов означает то же самое, что «арийский» для основателей группы «Европа ― Действие». Сам Мабир находил термин «арийский» относящимся к лексикону военной пропаганды.

## Сочинения
Жан Мабир за всю жизнь написал около сотни книг. Первой из них была «Дриё среди нас» (Drieu parmi nous) , посвящённая жизни и творчеству Пьеру Дриё Ла Рошеля, начавшаяся публиковаться частями в издании La Table Ronde в 1963 году (впоследствии переиздавалась в 1988 и в 2002 годах). Он очень быстро стал плодовитым автором: из-под его пера вышло семь книг в 1960-х, тридцать шесть в 1970-х (в среднем чуть более трёх книг в год), тридцать в 1980-х, тридцать пять в 1990-х и ещё тринадцать с 2000 по 2007.

### Язычество
- Thulé, le soleil retrouvé des Hyperboréens (Paris, Robert Laffont, 1978; réédition: Trident, 1986; Irminsul, 1999; Puiseaux, Pardès, 2002. В этом сочинении Жан Мабир обращается к истокам происхождения индоевропейцев («гиперборейцев»), мифу об Атлантиде и Туле. В книге автор также в беллетризированном виде излагает историю Общества Туле. Произведение можно рассматривать и в качестве похвалы язычеству, к которому Мабир посвятил множество страниц.
- Les Solstices. Histoire et Actualité, en collaboration avec Pierre Vial (GRECE, 1975 ; réédition : Le Flambeau, 1991 ; Lore, 2007) ;
- Les Dieux maudits (Copernic, 1978 ; réédition sous le titre Légendes de la mythologie nordique, L’Ancre de Marine, 1999, 2010 ; Irminsul, 2004) (extraits).
- Balades au cœur de l’Europe païenne (participation à un ouvrage collectif), Les Éditions de la forêt, 2002.

### Книги о Нормандии и нормандцах
Писатель, будучи нормандским регионалистом, посвятил своей родине множество сочинений.
- Histoire de la Normandie, en collaboration avec Jean-Robert Ragache (Hachette, 1976 ; réédition : France-Empire, 1986, 1992) : prix du Mouvement Normand ;
- Les Vikings, rois des tempêtes, en collaboration avec Pierre Vial (Versoix, 1976 ; réédition sous le titre Les Vikings à travers le monde : L’Ancre de Marine, 1992) [lire en ligne] (extraits) ;
- La Saga de Godefroy Le Boiteux (Copernic, 1980 ; réédition sous le titre Godefroy de Harcourt, seigneur normand, Lore, 2007) ;
- Histoire secrète de la Normandie (Albin Michel, collection " Histoire secrète des provinces françaises ", 1984) ;
- Guillaume le Conquérant (Art et Histoire d’Europe, 1987) ;
- Les Ducs de Normandie (Lavauzelle, collection " destins ", 1987) ;
- Grands Marins normands (L’Ancre de Marine, 1993) [lire en ligne] (extraits) ;
- Légendes traditionnelles de Normandie (L’Ancre de Marine, 1997) [lire en ligne] (extraits) ;
- Jean Mabire et le Mouvement Normand (Éditions de l’Esnesque, 1998) : chroniques, cinq tomes parus ;
- Vikings : cahiers de la jeunesse des pays normands (Veilleur, 1999) : tome I (1949—1951), tome II (1951—1955) ;
- La Varende entre nous (Présence de La Varende, 1999) ;
- Des poètes normands et de l’héritage nordique (Antée, 2003 ; réédition : Dualpha, 2005).

### История

#### Военная история
Жан Мабир посвятил множество работ военной истории, в особенности ― истории Второй мировой войны и участия в ней ваффен-СС и, в меньшей степени, войск стран антигитлеровской коалиции.
- Les Hors-la-loi, Paris, Robert Laffont, 1968 (réédition sous le titre Commando de chasse : Presses de la Cité, 1976 ; Presses-Pocket, 1978 ; France-Loisirs, 1979) ;
- Les Samouraï, en collaboration avec Yves Bréhéret, Paris, Balland, 1971 (réédition : France-Loisirs, 1978 ; Presses-Pocket, 1987) ;
- Les Waffen SS, sous le pseudonyme d’Henri Landemer, Paris, Balland, 1972 ;
- La Brigade Frankreich, Paris, Fayard, 1973 (réédition : Grancher, 2005) ;
- Ungern, le Baron fou, Paris, Balland, 1973 (réédition corrigée sous le titre Ungern, le dieu de la guerre, Art et Histoire d’Europe, 1987 ; sous le titre Ungern, l’héritier blanc de Genghis Khan : Veilleur de proue, 1997) ;
- La Division Charlemagne, Paris, Fayard, 1974 (réédition : Grancher, 2005) ;
- Mourir à Berlin, Paris, Fayard, 1975 (réédition : Grancher, 1995) ;
- Les Jeunes Fauves du Führer. La division SS Hitlerjugend en Normandie, Paris, Fayard, 1976 (réédition : Grancher, 2000) ;
- L'Été rouge de Pékin, Paris, Fayard, 1978 (réédition : Le Rocher, 2006) ;
- Les Panzers de la Garde Noire, Paris, Presse de la Cité, 1978 ;
- La Bataille de l’Yser : les fusiliers marins à Dixmude, Paris, fayard, 1979 ;
- La Division " Wiking ", Paris, Fayard, 1980
- Les Paras du matin rouge (Presses de la Cité, 1981) ;
- La Crète, tombeau des paras Allemands (Presses de la Cité, 1982) ;
- Chasseurs alpins. Des Vosges aux Djebels (Presses de la Cité, 1984) : prix des Écrivains Combattants ;
- Les Diables verts de Cassino (Presses de la Cité, 1991) ;
- Les Paras de l’enfer blanc, Front de l’Est 1941—1945 (Presses de la Cité, 1995) ;
- Division de choc Wallonie, Lutte à mort en Poméranie (Éditions Jacques Grancher 1996);
- Les Guerriers de la plus grande Asie (Dualpha, 2004).

#### Другие темы
- Tixier-Vignancour : histoire d’un Français (L’Esprit Nouveau, 1965 ; réédition : Déterna, 2001) ;
- Les Grands Aventuriers de l’Histoire, les éveilleurs de peuples (Fayard, 1982) ;
- Découvreurs et Conquérants (Atlas, 1983) ;
- Patrick Pearse, une vie pour l’Irlande (Terre et Peuple, 1998) ;
- Du bûcher à la guillotine (Dualpha, 2000) ;
- La Traite des Noirs (L’Ancre de Marine, 2000) : livre tiré d’une contribution à L’Histoire Générale de l’Afrique (1971) [lire en ligne] (extraits) ;
- Pierre Drieu La Rochelle, Réflexions sur un Coutançais méconnu (Éditions d’Héligoland. 2008, ISBN 978-2-914874-39-7) ;
- Bibliographie de Jean Mabire. Alain de Benoist. Préface de Dominique Venner. (Éditions d’Héligoland. 2008, ISBN 978-2-914874-68-7)

### Политические сочинения
Хотя множество сочинений Жана Мабира имеют идеологическую окраску, он написал только одну книгу, сугубо посвящённую политике:
- L'Écrivain, la Politique et l’Espérance (Saint-Just, collection " Europe ", 1966 ; réédition augmentée sous le titre La Torche et le Glaive : Libres Opinions, 1994 ; Déterna, 1999).

### Романы
- L’Idole a disparu, sous le pseudonyme de Didier Brument (Filipacchi, collection " Âge tendre ", 1970) ;
- Les Paras perdus (Presses de la Cité, Ogmios, 1987) : prix de la ville de Caen ;
- La Maôve (Presses de la Cité, 1989 ; réédition : France-Loisirs, 1990 ; Bertout, 1999) : prix des Libraires de Normandie ;
- Opération Minotaure (Presses de la Cité, 1996).

### Морская тематика
Жан Мабир, будучи уроженцем приморской Нормандии и отцом двух мореплавателей, посвятил и ряд сочинений морской тематике.
- Évasions fantastiques (Maritime d’Outre-Mer, 1970 ; réédition sous le titre Les Évadés de la mer : Dualpha, 2002) ;
- Pêcheurs du Cotentin (Heimdal, 1975) ;
- Les Conquérants des mers polaires (Vernoy, 1980) ;
- Mor Bihan autour du monde (Fayard et Maritime d’Outre-Mer, 1980) ;
- Ils ont rêvé du Pôle (L’Ancre de Marine, 1994) ;
- Béring. Kamtchatka-Alaska : 1725—1741 (Glénat, 1996) ;
- Roald Amundsen, le plus grand explorateur polaire (Glénat, 1998) : prix Encre Marine décerné par la Marine nationale.

### Серия «Что читать? ― Портреты писателей»
В сотрудничестве с Анной Берне (которая составила библиографию работ Мабира), автор опубликовал несколько томов статей о других писателях.
- Que lire ? Tome I : Portraits d'écrivains, Éditions National-Hebdo, Paris, 1994, 247 p., ISBN 2-9508795-0-0. Chroniques littéraires parues dans National-Hebdo entre avril 1990 et septembre 1991. — Réédition, sous le titre 'Que lire ? Tome I' : Dualpha, coll. " Patrimoine des lettres ", Coulommiers, février 2006, 262 p., ISBN 978-2915461657.
- Que lire ? Tome II : Portraits d'écrivains, Éditions National-Hebdo, Paris, 1995, 286 p., [ISBN non connu]. Chroniques littéraires parues dans National-Hebdo entre septembre 1991 et mars 1993. — Réédition, sous le titre 'Que lire ? Tome II' : Dualpha, coll. " Patrimoine des lettres ", Coulommiers, février 2006, 300 p., ISBN 978-2915461664.
- Que lire ? Tome III : Portraits d'écrivains, Éditions National-Hebdo, Saint-Cloud, 1996, 319 p., [ISBN erroné selon le catalogue BN-Opale Plus]. Chroniques littéraires parues dans National-Hebdo entre mars 1993 et octobre 1994. — Réédition, sous le titre 'Que lire ? Tome III' : Dualpha, coll. " Patrimoine des lettres ", Coulommiers, 2006, 330 p., ISBN 978-2915461671.
- Que lire ? Tome IV : Portraits d'écrivains, Éditions National-Hebdo, Saint-Cloud, 1997, 319 p., ISBN 2-9508795-5-1. Chroniques littéraires parues dans National-Hebdo entre octobre 1994 et mars 1996. — Réédition : Dualpha, sous le titre 'Que lire ? Tome IV', coll. " Patrimoine des lettres ", Coulommiers, février 2006, 328 p., ISBN 978-2915461688.
- Que lire ? Tome V : Portraits d'écrivains, Éditions National-Hebdo, Saint-Cloud, 1998, 319 p., ISBN 2-9508795-6-X. Chroniques littéraires parues dans National-Hebdo entre mars 1996 et août 1997. — Réédition : Dualpha, sous le titre 'Que lire ? Tome V', coll. " Patrimoine des lettres ", Coulommiers, février 2006, 330 p., ISBN 978-2915461695.
- Que lire ? Tome VI, Dualpha, coll. " Patrimoine des lettres ", Coulommiers, 2006, 367 p., ISBN 978-2-35374-007-9.
- Que lire ? Tome VII, Dualpha, coll. " Patrimoine des lettres ", Coulommiers, novembre 2007, 367 p., ISBN 978-2-35374-061-1.